# Fast combat support ship

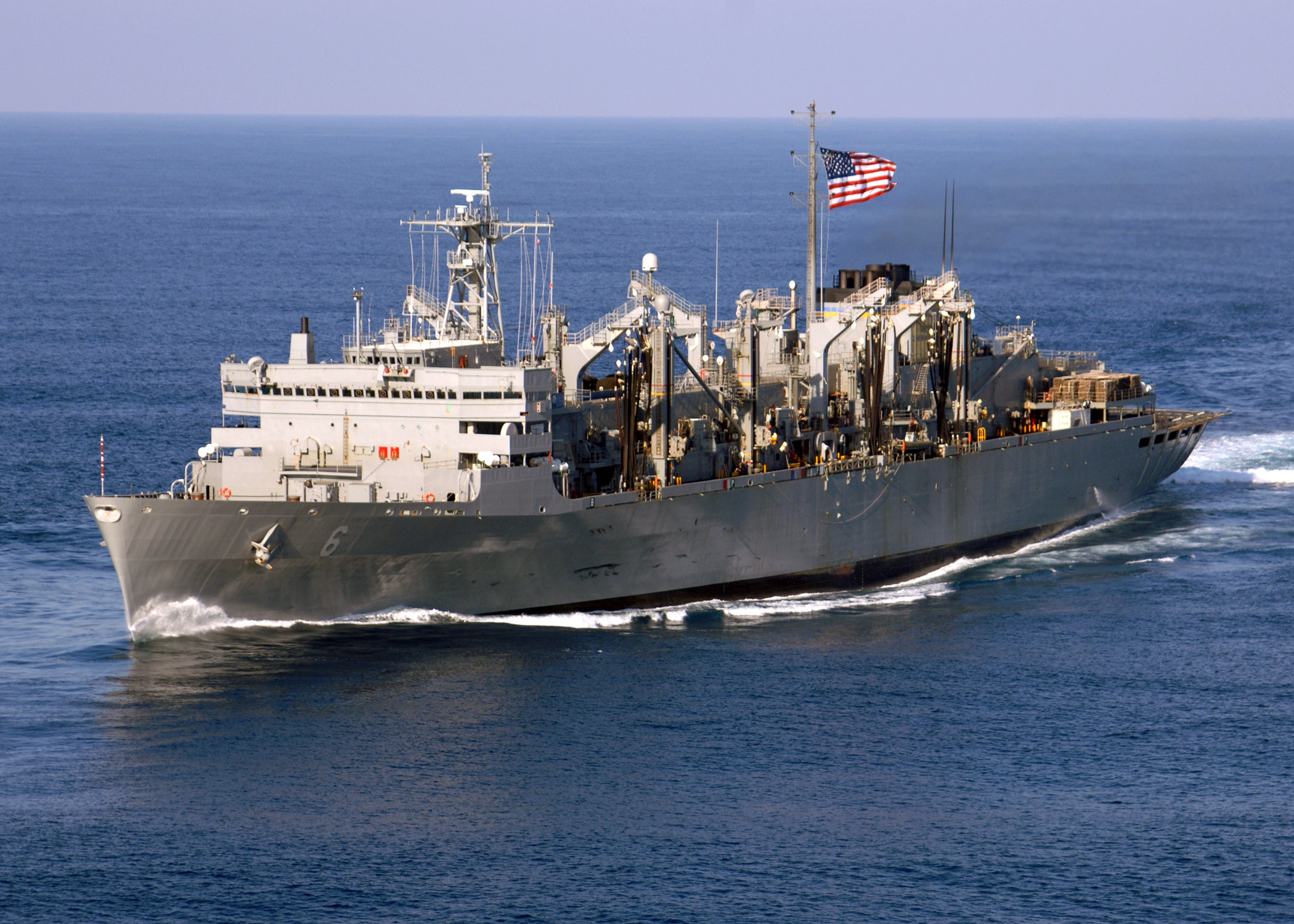
USNS Supply

El fast combat support ship (símbolo de clasificación de casco: AOE) es un tipo de buque auxiliar de la Armada de los Estados Unidos; el mayor en tamaño de todos los tipos.
Este tipo de nave carga combustible, lubricante, munición, víveres y agua para proveer a los grupos de batalla de portaaviones mediante VERTREP (reabastecimiento vertical). El fast combat support ship combina al petrolero de flota, al buque amunicionador y al buque de víveres refrigerados; todos en una sola nave.
Son buques de este tipo las naves de la clase Sacramento y de la clase Supply, ambas de cuatro unidades cada una.